# Bereča vas
Bereča vas este o localitate din comuna Metlika, Slovenia, cu o populație de 155 de locuitori.